# Au de Zimbàbue
L'Au de Zimbàbue és l'emblema nacional de Zimbàbue, i apareix en les banderes i escuts d'armes de Zimbàbue i Rhodèsia, i també en bitllets i monedes. Deu representar a l'àguila batallaire o pescadora africana. El disseny de l'ocell prové d'una sèrie d'escultures d'esteatita trobades en les ruïnes de l'antiga ciutat de Gran Zimbàbue.

## Història

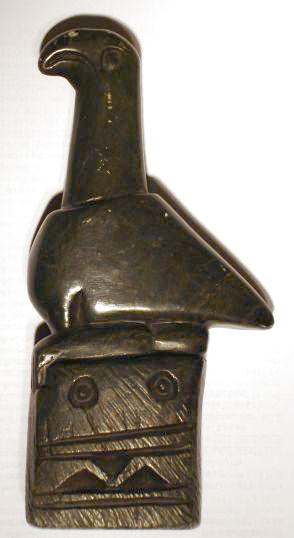
Una rèplica de lOcell de Zimbàbue

Els ocells tallats originaris són de la ciutat en ruïnes de Gran Zimbàbue, que fou construïda pels avantpassats dels xona, a partir del segle xi, i fou habitada durant més de 300 anys. Entre els seus elements notables hi ha escultures d'aus d'esteatita, d'uns 40 centímetres d'alçada i damunt de columnes de més de 90 cm d'altura, que originàriament s'instal·laven en murs i monòlits dins la ciutat.
S'han donat diferents explicacions per al significat simbòlic dels ocells. Un suggeriment és que cada au s'erigia per a representar un nou rei, però això hauria requerit regnats increïblement llargs. Més probablement, els ocells de Zimbàbue representen animals sagrats o totèmics dels xona -l'àguila batallaire (en xona: chapungu), que es considerava un missatger de Mwari (Déu) i els avantpassats, o l'àguila pescadora (hungwe) que sembla que era el tòtem original dels xona.
Al 1889, un caçador europeu, Willi Posselt, viatjà a Gran Zimbàbue després d'escoltar un altre explorador europeu, Karl Mauch: hi trobà els ocells col·locats al bell mig d'un recinte al voltant d'un aparent altar. Després va adquirir un dels ocells a Andizibi (un cap tribal), a qui li pagà amb mantes i "alguns altres articles". Com l'ocell al pedestal era massa pesat per a ell, el va tallar i amagà el pedestal amb la intenció de tornar més tard a recuperar-lo. Després va vendre l'ocell a Cecil Rhodes, que el va muntar a la biblioteca de sa casa de Ciutat del Cap. Rhodes també va fer que se'n fessen rèpliques de pedra, de tres vegades la grandària de l'original, per a decorar les portes de sa casa d'Anglaterra.

## Representacions culturals
L'Au de Zimbàbue és un símbol de Zimbàbue i els seus estats predecessors des del 1924. L'escut d'armes de Rhodèsia del Sud la incorporava i, amb el temps, l'ocell esdevingué un símbol generalitzat de la "colònia". Els bitllets i les monedes de la Federació de Rhodèsia i Nyasalàndia també mostraven l'au, igual que la bandera de Rhodèsia. La bandera i els símbols estatals del Zimbàbue modern continuen tenint l'Au de Zimbàbue. A hores d'ara és la icona definitiva de Zimbàbue, amb un estudi del 2001 que va inventariar més de 100 organitzacions estatals, corporatives i esportives amb l'au en els seus emblemes i logotips.

Bandera nacional de Zimbàbue
Bandera de Zimbàbue Rhodèsia (1979-1980)
Bandera de Rhodèsia(1968-1979)
Escut d'armes de Rhodèsia (1924-1981)
Escut de Zimbàbue
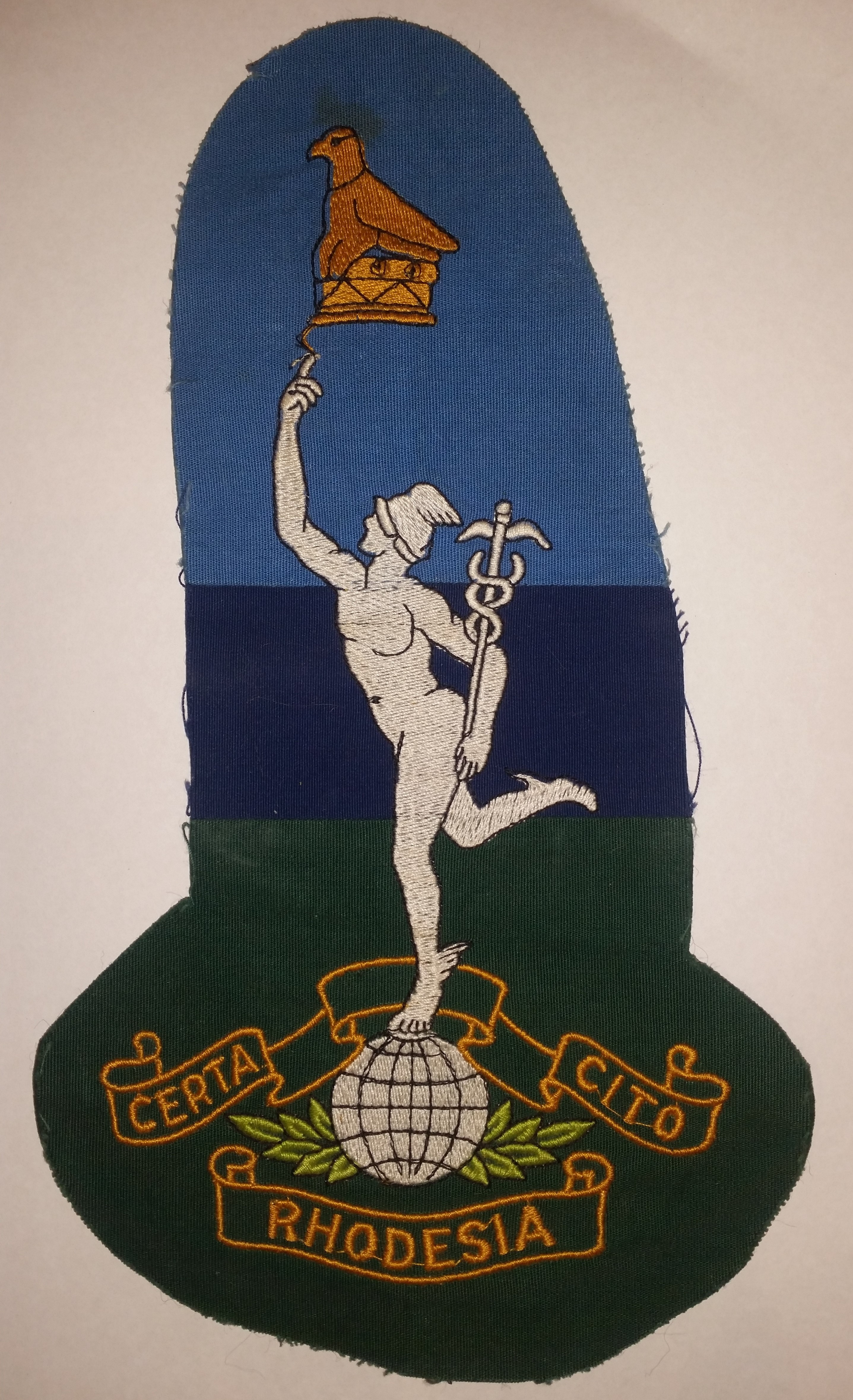
Emblema utilitzat pel Cos de Senyals de Rhodèsia (1970-1980)
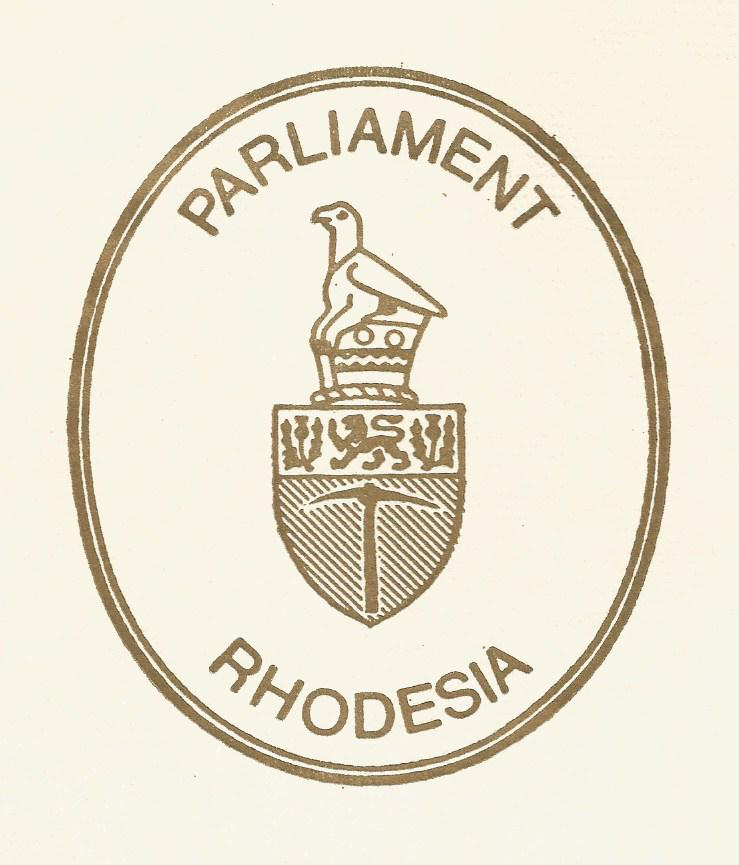
Logotip del Parlament de Rhodèsia
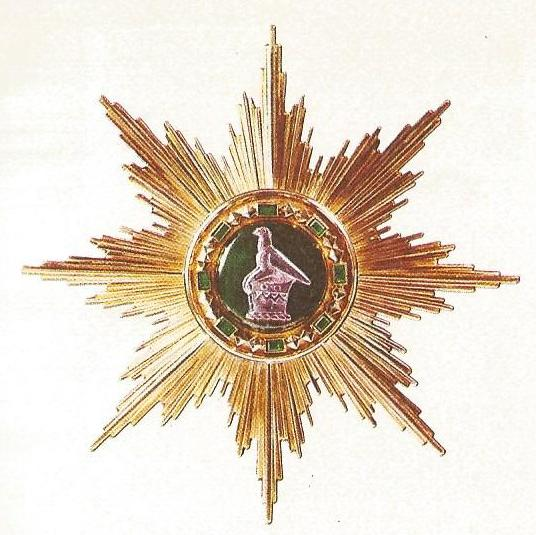
Medalla de Gran Comandant de la Legió del Mèrit (GCLM) de Rhodèsia (civil i militar)
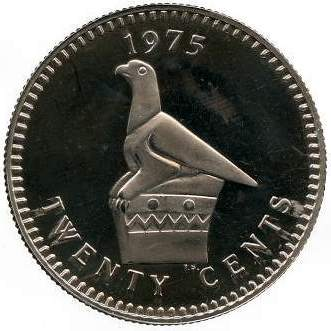
Anvers d'una moneda de 20 cèntims de Rhodèsia
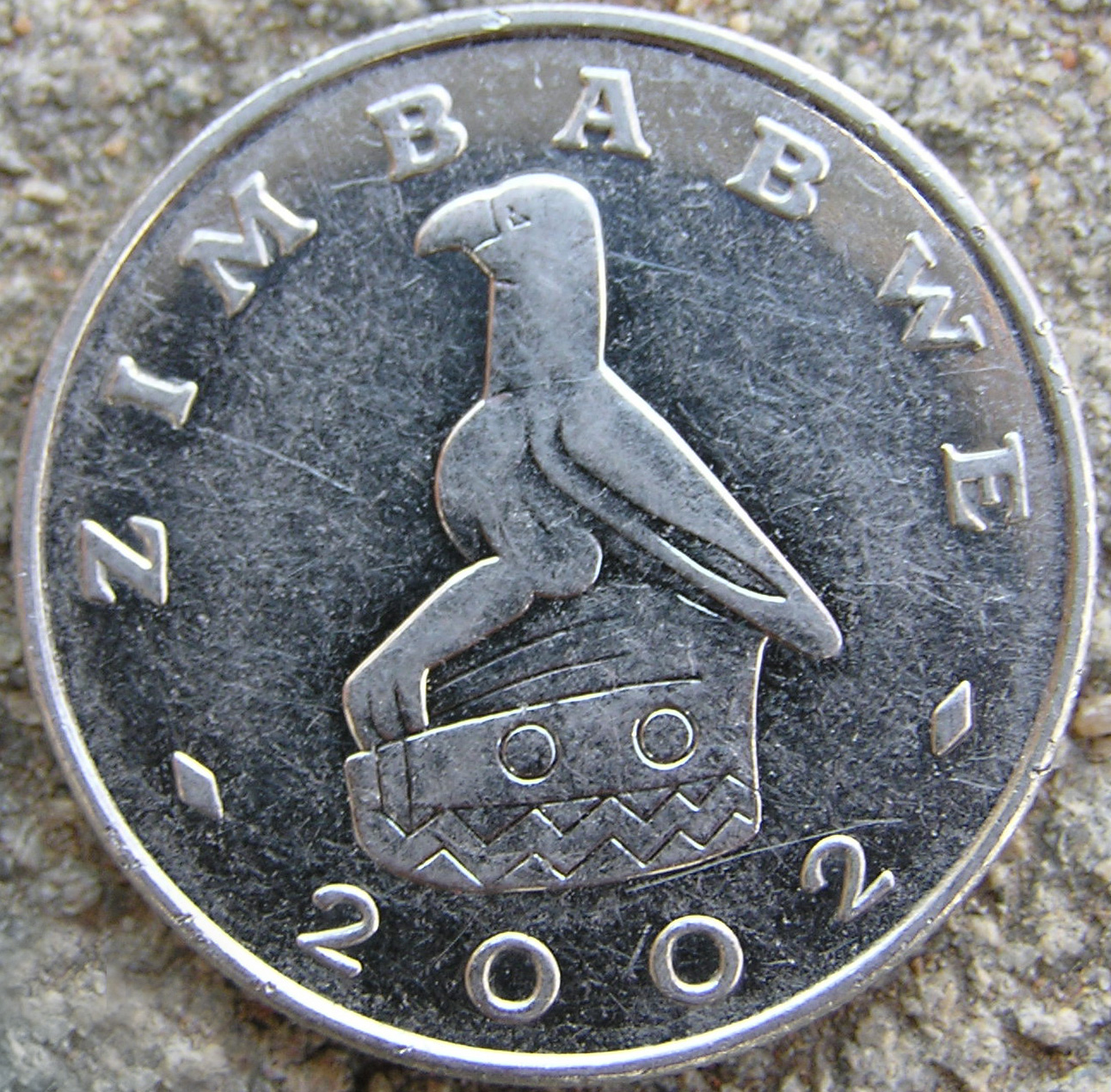
Revers d'una moneda d'un dòlar de Zimbàbue
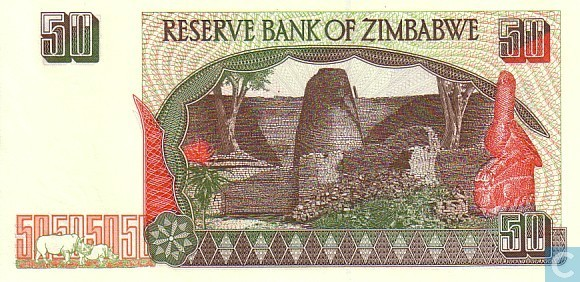
Revers d'un bitllet de 50 dòlars de Zimbàbue (segona sèrie), que il·lustra les ruïnes de Gran Zimbàbue i l'Au de Zimbàbue al cantó inferior dret
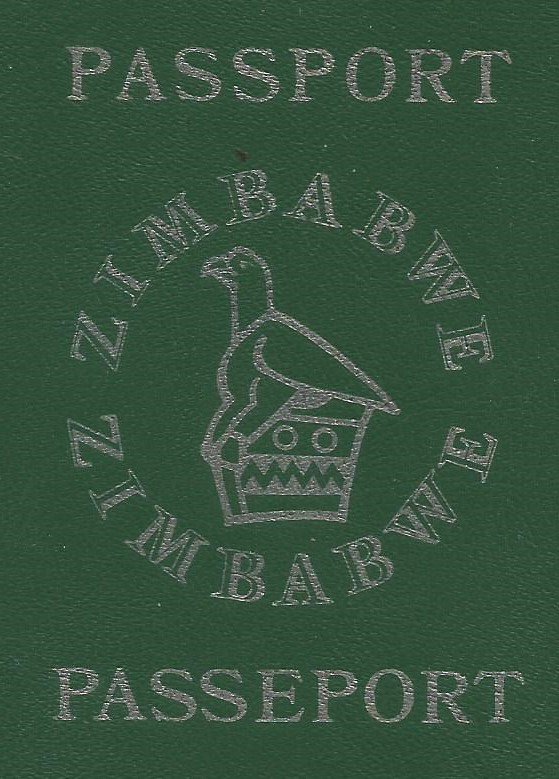
Portada de la primera versió del passaport de Zimbàbue (1980)
Bandera de les Forces de Defensa de Zimbàbue
Bandera de l'Exèrcit Nacional de Zimbàbue
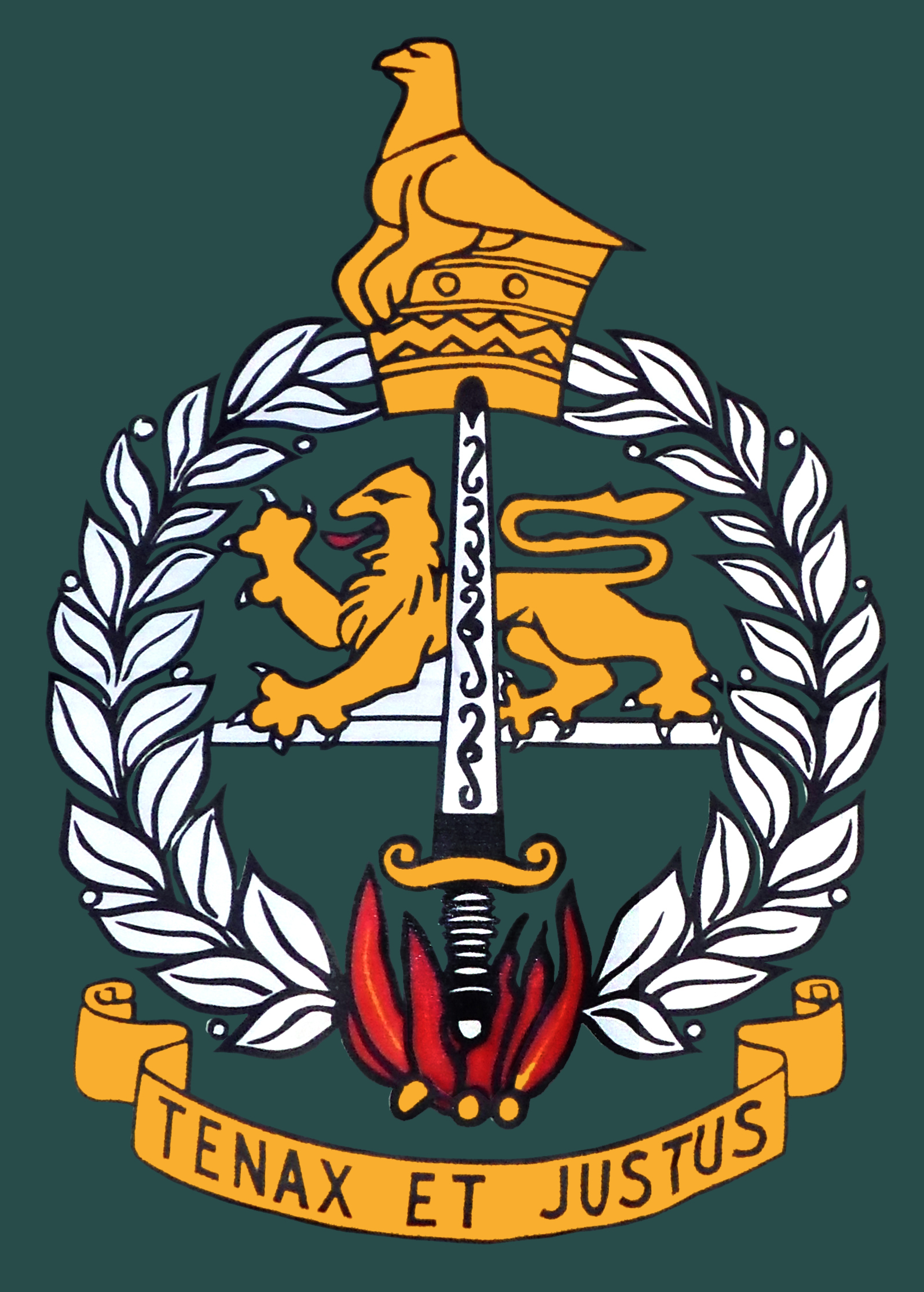
Emblema del Servei Penitenciari de Zimbàbue
Bandera de la Força Aèria de Zimbàbue
Bandera d'Harare, capital de Zimbàbue